# Boules de feu vertes
 (mars 2016).
Si vous disposez d'ouvrages ou d'articles de référence ou si vous connaissez des sites web de qualité traitant du thème abordé ici, merci de compléter l'article en donnant les références utiles à sa vérifiabilité et en les liant à la section « Notes et références ».

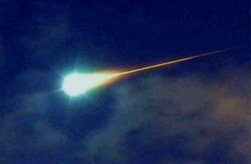
Image de Boules de feu vertes

Les Boules de feu vertes (Green fireballs) sont un phénomène que certains associent aux OVNIs et d'autres aux feux de Saint-Elme. Elles sont observées dans le ciel depuis les années 1940. Les premières observations eurent lieu au Nouveau-Mexique, à Los Alamos et au Sandia National Laboratory. Lincoln LaPaz et Joseph Kaplan furent leurs principaux théoriciens.

## Lieux d'observation
- Roswell (Nouveau-Mexique)
- Socorro (Nouveau-Mexique)
- Manchester (Angleterre)
- Suffolk (Angleterre)